# 鎌田松太郎
鎌田 松太郎（かまた まつたろう、1868年（明治元年）- 没年不詳）は、日本の造園技師。

## 経歴
1897年（明治30年）内匠寮場所仕雇となる。1907年（明治40年）内苑局雇となり翌年内苑寮技手となる。1914年（大正3年）宮内技手となる。1916年（大正5年）に退官した。